# Красько Ольга Юріївна
Ольга Юріївна Красько (нар. 30 листопада 1981, Харків, УРСР, СРСР) — російська акторка театру і кіно.

## Життєпис
Народилася 30 листопада 1981 року в Харкові, УРСР. 
Батько у неї росіянин, сибіряк, а мати родом з України.
Батьки відвели в секцію художньої гімнастики, на танці, записали в хор. Пізніше сім'я переїхала у Москву. Там почала займатися в дитячому колективі «Надія», де дітей навчали сценічної мови, вчили співу. Колектив неодноразово брав участь в благодійних концертах, виступав у школах, перед пенсіонерами і вихованцями дитячих будинків, їздили з концертами у дитячі табори.
З першого разу вступила до Школи-студії МХАТ. 
У 2002 році закінчила Школу-студію МХАТ (курс О. П. Табакова і М. А. Лобанова).
З 2002 року — акторка театру-студії під керівництвом О. Табакова.
Кар'єра почалася задовго до закінчення навчання. Будучи на другому курсі, з подачі Табакова, вона знялася у кінопроєкті «Жандармська історія».
Навчаючись, вона грала в спектаклях «Табакерки».
Фігурант бази даних центру «Миротворець» (незаконна комерційна діяльність в окупованому РФ Криму — зйомки у серіалі «Гра з вогнем»)
.

## Особисте життя
Була одружена з актором, режисером і сценаристом Дмитром Петрунем.
Дочка Олеся (нар. 2006).
Син Остап (нар. 1 квітня 2016). Названий на честь Остапа Бендера.

## Ролі в театрі
Театр-студія під керівництвом О. Табакова
- 1999 — «Батько». А.Стріндберга. Режисер: А. Григорян — Берта
- 2000 — «На дні» М. Горького. Режисер: Адольф Шапіро — Наташа
- 2000 — «Визнання авантюриста Фелікса Круля» Томаса Манна. Режисер: Андрій Житинкін
- 2001 — «Небезпечні зв'язки». Ш. де Лакло. Режисер: С. Рантала — Сесіль Воланж
- 2001 — «Довгий Різдвяний обід». Т.Вайлдер. Режисер: М. Карбаускіс — Ленора
- 2003 — «Солдатики». В.Жеребцов — Катя
- 2005 — «Нащадок». В.Жеребцов. — Настя
- 2005 — «Блюз Товстуни Фредді» Філіпс Дж. Баррі. Режисер: Андрій Дрознін — Дженні
- 2005 — «Білоксі-блюз» Н.Саймона — Деззі
- 2007 — «Ловелас» Валерій Семенівський по Ф. М. Достоєвському. Режисер: Олександр Галібін — Варя
- 2011 — «Диявол». Л. М. Толстой. Режисер: Михайло Станкевич — Ліза Анненська (дружина Іртєньєва)
- 2013 — «Дванадцята ніч». В.Шекспір. Режисер: Михайло Станкевич — Віола
- 2013 — «Цвіркун на печі» за мотивами повісті Чарльза Діккенса. Режисер: Микола Друцчек — Берта
- 2013 — «Страх і злидні Третьої імперії». Б. Брехт. Режисер: Олександр Коручеков — Дружина

МХТ ім. Чехова
- «Ідеальний чоловік». О.Вайльд. Режисер: П.Сафонов — Міс Мейбл Чилтерн[6]
- «Качине полювання» О.Вампілова — Ірина
- «Васса Желєзнова». М. Горький — Людмила
- «Театральний марафон» (антреприза)
- «Не будіть сплячого собаку» за п'єсою Дж. Пристли «Небезпечний поворот». Режисер: О.Шведова — Олвен Пііл

## Фільмографія
- 2001 — «Četnické humoresky[cs]» — («Жандармські історії», чеською мовою)
- 2002 — «Невдача Пуаро» — Флора
- 2003 — «Četnické humoresky 2[cs]» — («Жандармські історії» 2, чеською мовою)
- 2003 — «Є ідея»
- 2004 — «Батько» — Таня
- 2005 — «Турецький гамбіт» — Варвара Андріївна Суворова
- 2005 — «Час збирати каміння» — перекладачка Неля
- 2005 — «Полювання на ізюбра» — стюардеса
- 2005 — «Їсти подано! Або Обережно, кохання» —
- 2005 — «Єсенін» — Лена
- 2005 — «Їсти подано, або Обережно, кохання!» — Ольга
- 2006 — «Золоте теля» — Зося Синицька'
- 2007 — «Маша і море» — Маша
- 2007 — «Валерій Харламов. Додатковий час» — Ірина, дружина Валерія Харламова
- 2007 — «Četnické humoresky 3[cs]» — («Жандармські історії» 3, чеською мовою)
- 2008 — «Ми дивно зустрілися» — Надія Решетова
- 2008 — «Знак долі» — Марина Андріївна Казанцева
- 2008 — «Дорогі діти» — Снігуронька
- 2009 — «Тяжіння» — стюардеса Маша Нестерова[7]
- 2009 — «Перша спроба» — Соня Бондаренко
- 2009 — «Кохати чи вбити» — Наталя Попова[8]
- 2010 — «Кохання під прикриттям» — Ксюша Веселова
- 2010 — «В стилі Jazz» — Ірина, старша дочка
- 2011 — «Нічний гість» — Тетяна[9]
- 2011 — «Дільничний» — Ася
- 2011 — «Відкрийте, це я» — Маша
- 2012 — «Маша і Ведмідь» — Маріанна Журавльова
- 2012 — «Ефект Богарне» — Наталія Солнцева
- 2012 — «Скліфосовський» — Лариса Кулікова
- 2012 — 2013 — «Скліфосовський 2» — Лариса Кулікова
- 2013 — «Мати буде проти» — Саша Ромашова
- 2013 — «Шерлок Холмс» — Ліза Бейкер
- 2014 — «Вовче сонце» — Олена Василівна[10]
- 2014 — «Московська борза» — Алевтина Борзова
- 2014 — «Територія» — Люда Голлівуд («Акторка»)
- 2014 — «Вчителі» — Маша Кулікова[11]
- 2017 — «Мужики і баби» (у виробництві)
- 2017 — «Чародії» (у виробництві)

## Нагороди та номінації
- Лауреат премії фонду Олега Табакова, 2002
- Номінація в категорії «Найкраща жіноча роль» («Турецький гамбіт») Кінонагороди «MTV-Росія», 2006